# Zapata Ranch (Texas)
Zapata Ranch es un lugar designado por el censo ubicado en el condado de Willacy en el estado estadounidense de Texas. En el Censo de 2010 tenía una población de 108 habitantes y una densidad poblacional de 29,59 personas por km².

## Geografía
Zapata Ranch se encuentra ubicado en las coordenadas 26°21′32″N 97°49′23″O / 26.35889, -97.82306. Según la Oficina del Censo de los Estados Unidos, Zapata Ranch tiene una superficie total de 3.65 km², de la cual 3.64 km² corresponden a tierra firme y (0.14%) 0.01 km² es agua.

## Demografía
Según el censo de 2010, había 108 personas residiendo en Zapata Ranch. La densidad de población era de 29,59 hab./km². De los 108 habitantes, Zapata Ranch estaba compuesto por el 85.19% blancos, el 0% eran afroamericanos, el 0% eran amerindios, el 0% eran asiáticos, el 0% eran isleños del Pacífico, el 14.81% eran de otras razas y el 0% pertenecían a dos o más razas. Del total de la población el 98.15% eran hispanos o latinos de cualquier raza.